# Membrankappe
De fleste virus har en membrankappe, også benævnt membranhylster, lipidkappe eller lipidhylster (en. envelope) som det ydre lag. Membrankappen stammer fra en af værtscellens membraner, oftest fra cellemembranen eller kernemembranen, og indeholder derfor fosfolipider og lejlighedsvis proteiner fra værtscellen. 
Mest karakteristisk for membrankappen er dens besætning med virusspecifikke membranproteiner som f.eks. S-proteinet, spike-proteinet, der giver coronavirus det kendte udseende. Overfladen af nogle virus er helt dækket af et eller flere proteiner, f.eks. Zikavirus.
På molekylært niveau tjener disse overflade-glycoproteiner på membrankappen til at identificere og binde receptorer på værtscellen. Efter bindingen smelter den virale membrankappe derefter sammen med værtens cellemembran, hvilket tillader kapsidet og det virale genom at komme ind og overtage værtscellens molekylære syntesemaskiner.
På grund af membrankappen er de indhyllede virus relativt følsomme over for udtørring, varme, detergenter og sæbe. De indhyllede virus er derfor karakteriseret ved følgende:
- lettere at sterilisere end ikke-indhyllede virus[4]
- begrænset “overlevelse” uden for værtsmiljøer, dvs. de er begrænset infektionsdygtige.
- overføres typisk direkte fra vært til vært.

## Sygdomsfremkaldende virus med membrankappe
DNA virus
- Herpesvirus
- Poxvirus
- Hepadnavirus
- Asfarviridae

RNA virus
- Flavivirus
- Alphavirus
- Togavirus
- Coronavirus
- Hepatitis D
- Orthomyxovirus
- Paramyxovirus
- Rhabdovirus
- Bunyavirus
- Filovirus

Retrovirus
- Retrovirus